# 221B phố Baker
221B phố Baker (tiếng Anh: 221B Baker Street) là một địa chỉ hư cấu trong loạt truyện Những cuộc phiêu lưu của Sherlock Holmes của tác giả Arthur Conan Doyle, xuất hiện lần đầu năm 1887 và kết thúc năm 1926. Kể từ năm 1990, số 221B phố Baker được trưng biển xanh và vĩnh viễn làm bảo tàng Sherlock Holmes.

## Lịch sử
Thời điểm Những cuộc phiêu lưu của Sherlock Holmes bắt đầu hiện diện trên mặt báo, các địa chỉ tại phố Baker chưa vượt quá con số 200, phải đến năm 1932, tức là 10 năm sau khi tác giả Arthur Conan Doyle ngừng xuất bản tập tiếp theo, thì số 221 mới xuất hiện.
Vào năm 1990, một tổ chức phi chính phủ đã cải tạo một bất động sản trên phố Baker làm bảo tàng Sherlock Holmes và nhanh chóng được chính quyền London chấp nhận con số 221B. Dù vậy, suốt 15 năm kế tiếp đã xảy ra tranh chấp biển số giữa tổ chức Abbey National và bảo tàng, phải tới năm 2005 khi Abbey giải thể thì con số 221B mới vĩnh viễn thuộc về bảo tàng, tuy nhiên nó vẫn lọt giữa 237 và 241.

## Tác phẩm
Trong bối cảnh truyện, số 221B phố Baker là một căn hộ 2 tầng, 3 buồng ngủ, 1 gian bếp và 1 khách sảnh, thuộc sở hữu của phu nhân Martha Louise Hudson, mà bà này thừa kế từ đức lang quân quá cố. Sau khi ở chiến trường Afghanistan về với cánh tay bị thương, bác sĩ Watson thông qua anh bạn Stamford đã kết thân với một nhân vật bí ẩn tên Sherlock Holmes. Mới đầu John Watson tưởng Holmes là trùm thế giới ngầm, nhưng sau một trận tỉ thí quyền Anh, họ quyết định đồng hành với nhau để phá án mà Watson đóng vai trò trợ lí cho bạn mình.
Hai người cùng thuê căn hộ của bà Hudson, mỗi người đều có phòng riêng nhưng chung nhau khách sảnh, lò sưởi và gian bếp. Thường nhật, bà Hudson kiêm luôn quét dọn, nấu ăn cho họ. Cả ba người đều tham dự ít hay nhiều vào mọi sự kiện liên quan Sherlock Holmes.
Thời điểm ngay sau cái chết của Holmes (vụ thác Reichenbach), phu nhân Martha Louise Hudson đã nảy ý ngừng cho thuê và biến căn hộ thành bảo tàng Sherlock Holmes.

## Ảnh hưởng
- Nội sảnh 221B phố Baker được bài trí theo tường thuật của tác giả Arthur Conan Doyle, đặc sệt phong cách Victoria, có hình nộm các nhân vật chính cùng một số nhân vật phụ tương ứng các vụ hay nhất của Holmes[3][4][5].
- Số 221B phố Baker ngày nay được xếp vào địa chỉ đỏ trong du lịch trình London[6].
- Scotland Yard luân phiên cử một sĩ quan đứng trực trước cửa địa chỉ này.